# Кузьминское (сельское поселение Теряевское)
Кузьминское — село в Волоколамском районе Московской области России.
Относится к Теряевскому сельскому поселению, до муниципальной реформы 2006 года относилось к Теряевскому сельскому округу. Население — 61 чел. (2010).

## География
Село Кузьминское расположена на правом берегу реки Малой Сестры (бассейн Иваньковского водохранилища), примерно в 23 км к северу от города Волоколамска. В селе одна улица — Заповедная, зарегистрировано одно садовое товарищество. Ближайшие населённые пункты — деревни Курбатово, Макариха и Чащь. Связана автобусным сообщением с райцентром.

## Население
| 1852 | 1859 | 1890 | 1926 | 2002 | 2006 |
| ---- | ---- | ---- | ---- | ---- | ---- |
| 206  | ↗238 | ↗336 | ↗500 | ↘53  | ↗66  |
| 2010 |      |      |      |      |      |
| ↘61  |      |      |      |      |      |

## История
В «Списке населённых мест» 1862 года Козмодемьянская (Кузминская) — казённая деревня 1-го стана Клинского уезда Московской губернии по правую сторону Волоколамского тракта, в 46 верстах от уездного города, при реке Малой Сестре, с 25 дворами и 238 жителями (113 мужчин, 125 женщин).
По данным на 1890 год входила в состав Покровской волости Клинского уезда, в деревне находилось земское училище, число душ составляло 336 человек.
В 1913 году — 67 дворов и земское училище.
В 1919 году была включена в состав Калеевской волости Волоколамского уезда.
По материалам Всесоюзной переписи населения 1926 года — центр Кузьминского сельсовета Калеевской волости, проживало 500 жителей (230 мужчин, 270 женщин), насчитывалось 98 хозяйств, имелась школа.
С 1929 года — населённый пункт в составе Волоколамского района Московской области. До 1954 — центр сельсовета.